# Howard Sant-Roos
Howard Powell Sant-Roos Olano (L'Avana, 13 febbraio 1991) è un cestista cubano con cittadinanza spagnola.

## Statistiche

### Eurolega
| Anno      | Squadra       | PG | PT | MP   | TC%  | 3P%  | TL%  | RP  | AP  | PRP | SP  | PP  |
| --------- | ------------- | -- | -- | ---- | ---- | ---- | ---- | --- | --- | --- | --- | --- |
| 2019-2020 | CSKA Mosca    | 10 | 3  | 18,9 | 33,3 | 17,4 | 86,7 | 2,5 | 1,7 | 1,2 | 0,0 | 5,5 |
| 2020-2021 | Panathīnaïkos | 32 | 27 | 24,4 | 39,6 | 34,8 | 80,9 | 2,4 | 3,7 | 1,5 | 0,2 | 7,2 |
| 2021-2022 | Panathīnaïkos | 31 | 22 | 23,5 | 40,6 | 25,3 | 82,1 | 3,1 | 2,0 | 1,2 | 0,2 | 7,2 |
| Carriera  | Carriera      | 73 | 52 | 23,2 | 39,2 | 29,4 | 82,2 | 2,7 | 2,7 | 1,3 | 0,2 | 6,9 |

## Palmarès

### Squadra
- Campionato ceco: 2

ČEZ Nymburk: 2015-16, 2016-17
- Campionato greco: 1

Panathīnaïkos: 2020-21
- Coppa della Repubblica Ceca: 1

ČEZ Nymburk: 2017
- Coppa di Grecia: 1

Panathīnaïkos: 2020-21
- Supercoppa greca: 1

Panathīnaïkos: 2021
- Eurocup: 1

Darüşşafaka: 2017-18
- Coppa Intercontinentale: 1

AEK Atene: 2019

### Individuale
- Basketball Champions League Best Defensive Player: 1

Murcia: 2023-2024